# Падуга
Падуга (от дуга) — в архитектуре — выкружка, разновидность облома, профиль, вогнутая поверхность в четверть окружности, образующая плавный переход от вертикальной плоскости стены к горизонтальной плоскости потолка, плафона. В интерьере здания классической архитектуры падуга обычно располагается над небольшим карнизом. Западноевропейское название — вут (фр. voûte, от лат. volvere — крутить, закруглять, заворачивать).
Вут, или падугу, широко применяли в ХVI — XVII веках архитектуре барокко и маньеризма. Но особенно типичен приём скругления стен и плафонов в интерьерах французского стиля регентства и рококо. Скругление углов стен и стены и потолка придаёт пространству архитектурного интерьера особенную пластичность, плавность и живописность. Падуги декорировали лепным рельефом стукко с позолотой и росписью, чаще косой сеткой — трельяжем. Классикой такого оформления интерьера стали Зал принцессы Отеля Субиз в Париже (1736—1739), архитектор Ж. Бофран, и Зеркальный зал дворца Амалиенбург в Нимфенбурге (1734—1739), архитектор Ф. де Кювилье. В архитектуре стилей Регентства и рококо падуги дополняли живописными панно или окнами «бычий глаз». В интерьерах классицизма и ампира — росписью гризайль.
В театрально-декорационном искусстве падугами, или подзорами, называют полотнища ткани, расположенные горизонтально над сценой и занавесом. Они скрывают конструктивные приспособления, которые не должны быть видны зрителю. Вместе с кулисами, расположенными перспективными рядами по краям сцены, падуги образуют единую арочно-кулисную декорацию. Они могут иметь изображения, являющиеся частью оформления спектакля. Такие падуги и кулисы впервые стали применять в итальянском театре XVII века.